# Prix littéraires 1941
 (signalé en juillet 2025).
Si vous disposez d'ouvrages ou d'articles de référence ou si vous connaissez des sites web de qualité traitant du thème abordé ici, merci de compléter l'article en donnant les références utiles à sa vérifiabilité et en les liant à la section « Notes et références ».
- Archive Wikiwix
- Bing
- Cairn
- DuckDuckGo
- E. Universalis
- Gallica
- Google
- G. Books
- G. News
- G. Scholar
- Persée
- Qwant
- (zh) Baidu
- (ru) Yandex

Liste des prix littéraires décernés au cours de l'année 1941 :

## Prix internationaux
- Prix Nobel de littérature :

## Allemagne
- Prix Georg-Büchner :

## Belgique
- Prix Victor-Rossel :

## Canada
- Prix littéraires du Gouverneur général 1941 :
  - Catégorie « Romans et nouvelles de langue anglaise » : Alan Sullivan pour Three Came to Ville Marie.
  - Catégorie « Poésie ou théâtre de langue anglaise » : Anne Marriott pour Calling Adventurers.
  - Catégorie « Études et essais de langue anglaise » : Emily Carr pour Klee Wyck.

## Espagne
- Prix national de littérature narrative : non décerné
- Prix national de poésie : Prix non décerné

## États-Unis
- Prix Pulitzer :
  - Catégorie « Fiction » :
  - Catégorie « Biographie et Autobiographie » :
  - Catégorie « Histoire » :
  - Catégorie « Poésie » :
  - Catégorie « Théâtre » :

## Finlande
- Prix Aleksis-Kivi : Larin-Kyösti
- Prix national de littérature : Pentti Haanpää pour Korpisotaa, Ihmiselon karvas ihanuus, Toivo Pekkanen pour Musta hurmio, Ne menneet vuodet
- Prix Tollander : Ivar Heikel

## France
- Prix Goncourt : Henri Pourrat pour Vent de Mars (Gallimard)
- Prix Renaudot : Paul Mousset pour Quand le temps travaillait pour nous (Grasset)
- Prix Femina : Prix non décerné
- Prix Interallié : Prix non décerné
- Grand prix du roman de l'Académie française : Robert Bourget-Pailleron pour La Folie Hubert (Gallimard)
- Prix des Deux Magots : Jean-Marie Aimot pour Nos mitrailleuses n'ont pas tiré (Fasquelle)
- Prix du roman populiste : Jean Rogissart pour Le Fer et la Forêt

## Italie
- Prix Bagutta : Prix non décerné
- Prix Viareggio : Prix non décerné

## Royaume-Uni
- Prix James Tait Black :
  - Fiction : Joyce Cary pour A House of Children
  - Biographie : John Gore pour King George V
- Médaille Carnegie : Mary Treadgold pour We Couldn't Leave Dinah (Jonathan Cape)
- Prix Rose-Mary-Crawshay : Julia Power pour Shelley in America in the Nineteenth Century.